# John E. Osborne

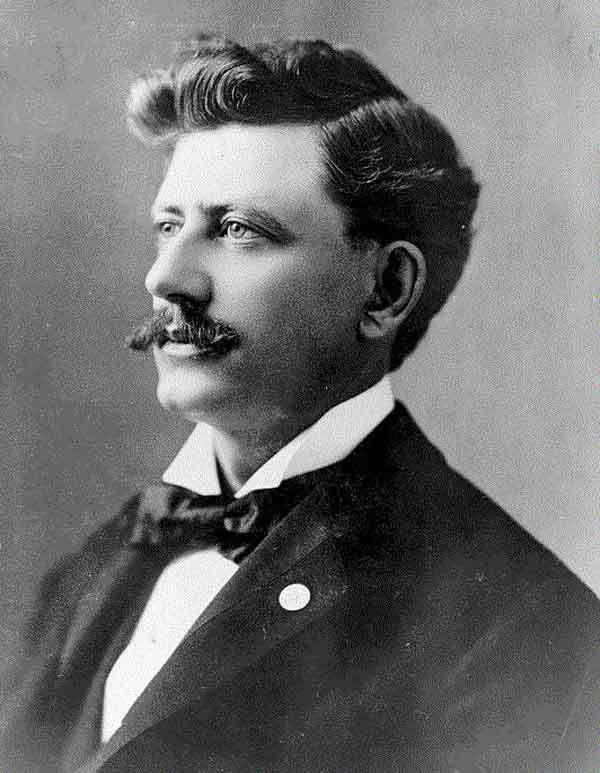
John E. Osborne

John Eugene Osborne (* 19. Juni 1858 in Westport, Essex County, New York; † 24. April 1943 in Rawlins, Wyoming) war ein US-amerikanischer Politiker der Demokratischen Partei, dritter Gouverneur des Bundesstaates Wyoming sowie Abgeordneter des Repräsentantenhauses der Vereinigten Staaten.

## Biografie
Nach dem Schulbesuch absolvierte er ein Studium der Medizin an der University of Vermont, das er 1880 mit der Graduierung abschloss. Anschließend begann er seine berufliche Laufbahn als Arzt bei der Union Pacific Railroad. Aus dieser Zeit ist eine Anekdote überliefert, nach der er 1881 den Leichnam eines gelynchten Mannes in eine Salzlösung einweichen ließ, um die Haut abzuziehen, damit er daraus unter anderem ein Paar Schuhe machen konnte. Als er 1892 zum Gouverneur des neuen Bundesstaates Wyoming gewählt wurde, soll er diese Schuhe getragen haben. Nachdem er sich in Rawlins niedergelassen hatte, wurde er erfolgreich in der Arzneimittel- und Viehzuchtindustrie und war schließlich der größte Schafzüchter im Wyoming-Territorium.
Seine politische Laufbahn begann er 1883 mit der Wahl zum Mitglied der Territorialversammlung (Territorial Assembly); er trat jedoch bald darauf zurück, als er das Territorium verließ. Nach seiner Rückkehr wurde er 1888 zum Vorsitzenden der Kommission für den Bau von Strafanstalten (Penitentiary Building Commission) ernannt und bereits ein Jahr darauf 1889 zum Bürgermeister von Rawlins gewählt.
Nach seiner Wahl zum Gouverneur des Bundesstaates Wyoming war er vom 2. Januar 1893 bis zum 7. Januar 1895 im Amt und verzichtete trotz einer Nominierung durch die Demokratische Partei auf eine Wiederwahl. Im Anschluss daran war er von März 1897 bis März 1899 Abgeordneter im US-Repräsentantenhaus, trat allerdings auch hier nicht zur Wiederwahl an.
Nach der Wahl von Woodrow Wilson zum US-Präsidenten wurde er von 1913 bis 1916 zum 29. Assistant Secretary of State (Stellvertretender Außenminister) unter den Außenministern William Jennings Bryan und Robert Lansing berufen. Er war bis 1917 einer der engsten Mitarbeiter im Außenministerium. Danach war er zuletzt Vorstandsvorsitzender der Rawlins National Bank.